# Vincenzo Fagiolo
Vincenzo Fagiolo (Segni, 5 febbraio 1918 – Roma, 22 settembre 2000) è stato un cardinale e arcivescovo cattolico italiano.

## Biografia
Dopo gli studi medi compiuti presso il Pontificio Seminario Romano Maggiore, il 6 marzo 1943 venne ordinato sacerdote e iniziò a prestare servizio pastorale presso diverse parrocchie romane e presso l'Ente Nazionale Sordomuti.
Come giovane prete presso la parrocchia dei Santi Venanzio e Fabiano collaborò alla salvezza dell'ebreo romano Michael Tagliacozzo nel periodo dell'occupazione tedesca, in una catena di solidarietà che coinvolse anche la professoressa Maria Amendola, il cardinale Pietro Palazzini e il pastore avventista Daniele Cupertino. Per questo Fagiolo e gli altri ricevettero nel 1983 la medaglia d'oro di giusti tra le nazioni a Yad Vashem a Gerusalemme.
Approfondì gli studi teologici e filosofici presso la Pontificia Università Lateranense, dove poi conseguì la laurea in Diritto canonico: in seguito ottenne anche la Libera docenza in Diritto canonico ed ecclesiastico presso l'Università La Sapienza e fu docente presso la LUISS e l'Università di Chieti (dal 1960). Partecipò come perito ad alcune fasi del Concilio Vaticano II.
Il 20 novembre 1971 venne eletto arcivescovo di Chieti da papa Paolo VI e il 19 dicembre dello stesso anno ricevette l'ordinazione episcopale dal cardinale Carlo Confalonieri: dal 1981 fu anche vicepresidente della CEI e presidente della Caritas Italiana.
Il 15 luglio 1984 abbandonò l'ufficio di arcivescovo di Chieti per prestare servizio presso la Curia romana: l'8 aprile di quell'anno era stato nominato segretario della Congregazione per gli istituti di vita consacrata e le società di vita apostolica; dal 15 dicembre del 1990 fu presidente del Pontificio consiglio per l'interpretazione dei testi legislativi.
Papa Giovanni Paolo II lo elevò al rango di cardinale diacono nel concistoro del 26 novembre 1994 conferendogli la diaconia di San Teodoro.
Morì a Roma il 22 settembre 2000, all'età di 82 anni.
Le esequie si sono tenute il 26 settembre alle ore 10.00 all'Altare della Cattedra della Basilica di San Pietro. La liturgia esequiale è stata presieduta dal papa Giovanni Paolo II.
È sepolto in un sarcofago di marmo nella cattedrale metropolitana di Chieti.

## Genealogia episcopale
La genealogia episcopale è:
- Cardinale Scipione Rebiba
- Cardinale Giulio Antonio Santori
- Cardinale Girolamo Bernerio, O.P.
- Arcivescovo Galeazzo Sanvitale
- Cardinale Ludovico Ludovisi
- Cardinale Luigi Caetani
- Cardinale Ulderico Carpegna
- Cardinale Paluzzo Paluzzi Altieri degli Albertoni
- Papa Benedetto XIII
- Papa Benedetto XIV
- Papa Clemente XIII
- Cardinale Marcantonio Colonna
- Cardinale Giacinto Sigismondo Gerdil, B.
- Cardinale Giulio Maria della Somaglia
- Cardinale Carlo Odescalchi, S.I.
- Cardinale Costantino Patrizi Naro
- Cardinale Lucido Maria Parocchi
- Papa San Pio X
- Papa Benedetto XV
- Papa Pio XII
- Cardinale Carlo Confalonieri
- Cardinale Vincenzo Fagiolo